# تيودور غوسلين
تيودور غوسلين (بالفرنسية: G. Lenotre)‏ هو كاتب ومؤرخ فرنسي، ولد في 7 أكتوبر 1855 في Pépinville Castle ‏، وتوفي في 7 فبراير 1935 في باريس في فرنسا.

## وصلات خارجية
- تيودور غوسلين على موقع قاعدة بيانات برودواي على الإنترنت (الإنجليزية)